# Amanhecer (álbum de Clayton & Romário)
Amanhecer é o sexto álbum ao vivo da dupla sertaneja brasileira Clayton & Romário, lançado em 22 de dezembro de 2023 pela Virgin Music. É um álbum que reúne regravações de clássicos sertanejos e de outros gêneros, na mesma linha dos álbuns anteriores, até mesmo de canções próprias já gravadas, extraídas de gravações de grandes rodeios brasileiros. A única inédita no álbum, que não foi trabalhada, é "Me Bloqueou A Toa", gravada na DivinaExpo.

## Antecedentes e gravação
O ano de 2023 para Clayton & Romário foi de muito sucesso com o álbum No Mineirão, gravado em 2022, do qual vinha os hits "O Grau Bateu", "Que Faculdade Cê Faz?" e "Namorando ou Não", com Luan Santana, conquistando mais de 300 milhões de streams gerais.
Ainda nesse ano, a dupla deu início ao projeto Amanhecer, em parceria com a União dos Grandes Eventos (UGE), que administra os principais rodeios do Brasil, onde Clayton & Romário apresentaram a label.
O nome Amanhecer se deve ao horário dos shows da dupla na programação de seus respectivos festivais e aos óculos escuros distribuídos ao público.
Para o desenvolvimento do álbum, produzido por Ray Ferrari, foram escolhidas algumas gravações dos rodeios em Ribeirão Preto, São José do Rio Preto, Divinópolis, Rio Verde, Barretos e  Jaguariúna, todos em 2023.

## Lançamento
O único single do álbum conta com a participação especial da dupla Hugo & Guilherme e foi lançado em 21 de dezembro de 2023. Se trata de um pot-pourri das músicas "Me Esqueça", de Guilherme & Santiago, e "Volta Pra Mim", do grupo Roupa Nova. 
No dia seguinte, o álbum completo é lançado nas plataformas digitais. A única inédita do álbum é "Me Bloqueou A Toa" (Matheus Araujo / Rafael Quadros / Ricardo Vismarck / Ronael). 
Nesse álbum, apenas uma música foi bloqueada e é mais um pot-pourri, dessa vez com a participação de Maiara & Maraisa, das músicas "Pra Não Pensar em Você", de Zezé Di Camargo & Luciano e "Será", da banda Legião Urbana, depois de viralizar um vídeo das duas duplas cantando essa última música no backstage de um show.

## Lista de faixas
Observações:
1. A canção inédita está marcada em negrito.
2. As canções já gravadas por Clayton & Romário estão em itálico.

| N.º            | Título | Música                                                        | Local                 | Duração |  |
| 1.             | "Me Esqueça / Volta Pra Mim" (part. Hugo & Guilherme) (Huwey Lucas; versão: César Augusto / Piska • Cleberson Horsth / Ricardo Feghali)               | Guilherme & Santiago Roupa Nova                               | Divinópolis           | 4:33    |  |
| 2.             | "Decida / Do Outro Lado da Cidade / Assino Com X" (Airo • Carlos Randall / Danimar • Gilmar / Vadinho)                                                | Milionário & José Rico Guilherme & Santiago Gilberto & Gilmar | Barretos              | 4:59    |  |
| 3.             | "Me Bloqueou A Toa" (Matheus Araujo / Rafael Quadros / Ricardo Vismarck / Ronael)                                                                     |                                                               | Divinópolis           | 3:09    |  |
| 4.             | "Eu Quero te Amar / Pela Porta da Frente" (Bruno / Felipe / Airo • Bruno / Ricardo Primo)                                                             | Eduardo Costa Bruno & Marrone                                 | Jaguariúna            | 3:35    |  |
| 5.             | "Pingaiada" (Elcio Di Carvalho / Isabella Resende / Rafaela Miranda / Rayane Diniz)                                                                   |                                                               | Ribeirão Preto        | 2:44    |  |
| 6.             | "Pra Não Pensar em Você / Será" (part. Maiara & Maraisa) (C. Augusto / Piska • Dado Villa-Lobos / Marcelo Bonfá / Renato Russo)                       | Zezé Di Camargo & Luciano Legião Urbana                       | Rio Verde             | 3:47    |  |
| 7.             | "Mentes Tão Bem / Você Mente" (Leonel García Nuñez / Nahuel Rodríguez Scharjs; versão: Luiz Cláudio • Beto Caju / Marquinhos Maraial / Renato Moreno) | Zezé Di Camargo & Luciano Zé Felipe                           | São José do Rio Preto | 3:50    |  |
| 8.             | "Aí Eu Chorei" (Alex Alves / Henrique Alves / Ricardo Rana / Simini)                                                                                  |                                                               | Ribeirão Preto        | 3:32    |  |
| 9.             | "Frio da Madrugada / Laço Aberto" (Pinocchio • Alexandre / Darci Rossi / Serginho Sol)                                                                | Rionegro & Solimões Ataíde & Alexandre                        | Barretos              | 3:41    |  |
| 10.            | "Namorando ou Não" (Junior Gomes / Philipe Pancadinha / Renato Sousa)                                                                                 |                                                               | Ribeirão Preto        | 2:43    |  |
| 11.            | "Eu Sei / Um Anjo do Céu" (Fernando Pezão / Sergio Moacir • Quim / Marcelo / Marrara / Prata)                                                         | Papas da Língua Maskavo                                       | São José do Rio Preto | 3:07    |  |
| 12.            | "O Grau Bateu" (Elvis Elan / Henrique Casttro / R. Vismark / Ronael)                                                                                  |                                                               | Ribeirão Preto        | 3:11    |  |
| 13.            | "Vou Levando A Vida / Palpite" (Elias Muniz / Luiz Carlos / Peninha • Vanessa Rangel)                                                                 | Peninha Vanessa Rangel                                        | Divinópolis           | 3:01    |  |
| 14.            | "Água Nos Zói" (Anajuh / Diego Silveira / Junior Sillva / Lucas Papada / Thales Lessa)                                                                |                                                               | Ribeirão Preto        | 3:14    |  |
| Duração total: | Duração total: | Duração total:                                                | Duração total:        | 49:06   |  |